# Kika Tristão
Christiane Corrêa "Kika" Tristão (Rio de Janeiro, 3 de março de 1964) é uma cantora e dubladora brasileira que trabalhou em mais de 40 projetos da Disney no Brasil.

## Biografia
Nascida no Rio de Janeiro e criada em Juiz de Fora, cidade de Minas Gerais. Em 1980, aos 16 anos de idade, Kika recebeu o prêmio de melhor intérprete no Festival de Cataguases, tendo Sueli Costa como sua madrinha musical.  Kika Tristão iniciou sua carreira profissional aos 19 anos de idade quando se mudou para o Rio de Janeiro e passou a estudar canto com Pepê Castro Neves. Além de investir em música, fez dança e artes cênicas. Cursou teatro com Rubens Corrêa e Juliana Carneiro, no Centro de Artes de Laranjeiras e música com Lourdes Bastos.
Em 1983, Kika passou a integrar o grupo Viva Voz, com qual lançou um compacto. Em 1984 participou dos especiais infantis da Rede Globo Verde Que Te Quero Ver de Edmundo Souto e Paulinho Tapajós, e Tiradentes Nosso Herói. Em 1986, ainda no grupo Viva Voz, gravou a canção Tema de Dona Beija com Wagner Tiso, tema da telenovela brasileira Dona Beija. Com o encerramento do grupo no final da década de 80, Kika começou a gravar jingles para campanhas publicitárias.
Kika trabalhou novamente com Paulinho Tapajós na peça infantil Janjão, um Anjo Doidão, onde ela protagonizou, cantou e dançou. Atuou como vocalista em disco de vários artistas, como Beth Carvalho, Elba Ramalho, Fábio Jr., Ivan Lins, Julio Iglesias, Milton Nascimento e Roberto Carlos. Kika participou do vocal de apoio da Turnê Lilás de Djavan.
No início da década de 1990, Kika formou o grupo "Be Happy" com Marcio Lott, Ana Zinger e Xico Pupo. Com o grupo, participou das trilhas sonoras da minissérie Agosto com a canção "Negrinho Do Pastoreiro" e da novela Quatro por Quatro com a canção "Valsa De Uma Cidade", ambas da Rede Globo. Também participou de diversos jingles como "Emoção Pra Valer" da Coca-Cola, Rock in Rio e Ford Verona. O grupo lançou um álbum no Japão.
Com o fim do conjunto, Kika passou a trabalhar como cantora em dublagem de filmes de animação, principalmente dos estúdios Disney, como Aladdin e suas sequências O Retorno de Jafar e Aladdin e os 40 Ladrões, O Rei Leão, Pocahontas e sua sequência, Toy Story, Hércules, A Dama e o Vagabundo e sua sequência, Mulan, Tigrão O Filme, A Nova Onda do Imperador, Leitão - O Filme, O Cão e a Raposa 2, Encantada, A Princesa e o Sapo e Frozen - Uma Aventura Congelante, entre diversos outros projetos paralelos como Cante com Disney e Disney on Ice. Também dublou a personagem Ariel na série de televisão A Pequena Sereia. Trabalhou com canções de filmes de animação de outros estúdios, como O Príncipe do Egito, A Espada Mágica - A Lenda de Camelot, Thumbelina e A Noiva-Cadáver. Kika já gravou mais de 130 versões de canções em filmes de animação.
Em 1997, recebeu o prêmio de melhor dubladora da Disney na América Latina pela sua interpretação em "Não Direi" no filme Hércules, sendo até então a primeira brasileira a receber o prêmio. No mesmo ano gravou com Clarisse Grova, Aline Anandi, Fátima Regina e Nana Caymmi o álbum Estão Voltando as Flores. No álbum, Kika gravou as canções "Chovendo na Roseira", "Estão Voltando as Flores" e "Rosa". Em 2000, Kika foi convidada para cantar no programa Gente Inocente. Em 2001, gravou a canção "Sol de Primavera" para a telenovela brasileira A Padroeira.
Em 2015, Kika assinou a direção geral e fez participação especial no espetáculo "O Show Não Pode Parar", musical realizado pela Escola de Atores de Aracaju.
Além do canto, Kika participou de algumas dublagens como atriz, fazendo vozes adicionais no nono episódio da terceira temporada de Schitt's Creek, na versão de 2011 do filme Footloose, no filme Noelle e no filme Barbie: Sereia das Pérolas.

## Carreira

### Dublagens como atriz
- Voz adiconal em Footloose, de 2011.
- Taverneira de O Segredo Além do Jardim, de 2014.
- Voz adicional em Barbie: A Sereia das Pérolas, de 2014.
- Voz adicional na terceira temporada de Schitt's Creek, de 2017.
- Voz adicional em Dug Days, de 2021.
- Voz adicional em Muppets Haunted Mansion: A Festa Aterrorizante, de 2021.
- Voz adiconal em De Rainha do Veganismo a Foragida, de 2022.
- Voz adicional em Desfile de Corações, de 2022.

### Dublagens como cantora
- Princesa Jasmine de Aladdin, Aladdin on Ice, O Retorno de Jafar, Aladdin e os 40 Ladrões, O Natal Mágico do Mickey - Nevou na Casa do Mickey, Disney on Ice e Princesas Disney: Siga Seus Sonhos.
- Ariel na série de A Pequena Sereia, Coleção de Princesas e Disney on Ice.
- Mãe e Dona Rã de Thumbelina.
- Pocahontas de Pocahontas e Pocahontas II: Uma Jornada para o Novo Mundo.
- Mary Poppins de Coleção Cante com Disney, Volume 3: Vamos nos Divertir.
- Etta e Annette de O Urso na Casa Azul.
- Mégara de Hércules.
- Kayley de A Espada Mágica - A Lenda de Camelot.
- Zípora de O Príncipe do Egito.
- Circe de Hércules: A Série Animada.
- Barbie de Toy Story 2.
- Can de Tigrão O Filme, Ursinho Pooh: Um Ano muito Feliz, Leitão - O Filme, Ursinho Pooh: A Páscoa de Guru e O Livro do Pooh.
- Asenate de José - O Rei dos Sonhos.
- Yzma (em canção deletada) de A Nova Onda do Imperador.
- Maudeline Everglot de A Noiva Cadáver.
- Abutre de A Era do Gelo 2: O Degelo.
- Solista de O Rei Leão e Barbie como Rapunzel.
- Coro de O Conto de Natal dos Muppets, A Canção do Sul, Pateta: O Filme, Toy Story, As Aventuras de Ichabod e do Sr. Sapo, James e o Pêssego Gigante, O Corcunda de Notre Dame, Mulan, A Pequena Sereia, O Rei Leão 2: O Reino de Simba, A Bela e a Fera: O Natal Encantado, Mary Poppins, Como É Bom Se Divertir, A Pequena Sereia II: O Retorno para o Mar, José - O Rei dos Sonhos, A Nova Onda do Imperador, Hora do Recreio: O Filme, Atlantis: O Reino Perdido, A Dama e o Vagabundo 2: As Aventuras de Banzé, Os Vilões da Disney, A Bela e a Fera (Edição Especial), O Corcunda de Notre Dame II: O Segredo do Sino, Se a Minha Cama Voasse, Tarzan & Jane, A Princesa e a Ervilha, The Muppet Show, Encantada, Piratas do Caribe 3: No Fim do Mundo, O Cão e a Raposa 2, A Princesa e o Sapo, The Muppets, O Estranho Mundo de Jack, O Lorax: Em Busca da Trúfula Perdida, Frozen - Uma Aventura Congelante, Mickey Mouse: Um Halloween Assustador e Noelle.

## Discografia

### Álbuns

#### Álbuns de estúdio
| Faixas do álbum |
| --- |
| 1. "Lugar Comum" 2. "Chega de Saudade" 3. "Coisa Mais Linda" 4. "Eu Sei que Vou Te Amar" / "Se Todos Fossem Iguais a Você" 5. "Quem é você?" 6. "Samba do Avião" 7. "Samba e Amor" 8. "Wave" 9. "Vieste" 10. "Sol de Primavera" |

| Faixas do álbum |
| --- |
| 1. "Feriado" 2. "Balancê" 3. "Abandono" 4. "Banana" 5. "A Vida em seus Métodos diz Calma" 6. "A Voz da Lapa" 7. "Calma Lá" 8. "Coisa Séria" 9. "Naturalmente" 10. "Eu Nunca Me Senti Tão Só" |

| Faixas do álbum |
| --- |
| 1. "Cânticos de Exu" 2. "Cânticos de Ogum" 3. "Cânticos de Oxóssi" 4. "Cânticos de Xangô" 5. "Cânticos de Ossanhê" 6. "Cânticos de Logunedé" 7. "Cânticos de Oxumarê" 8. "Cânticos de Oiá" 9. "Cânticos de Naná" 10. "Cânticos de Iemanjá" 11. "Cânticos de Omulu" 12. "Cânticos de Oxum" 13. "Cânticos de Euá" 14. "Cânticos de Obá" 15. "Cânticos de Ibeji" 16. "Cânticos de Oxalá" 17. "Alabê" |

### Canções

#### Canções em trilhas sonoras
| Canção                                                        | Ano  | Artista(s) | Trabalho                                               | Personagem         |
| ------------------------------------------------------------- | ---- | --- | ------------------------------------------------------ | ------------------ |
| "Um Mundo Ideal"                                              | 1992 | Joseph Carasso Jr. & Kika Tristão | Aladdin                                                | Princesa Jasmine   |
| "Final Feliz em Agrabah"                                      | 1992 | Joseph Carasso Jr. & Kika Tristão | Aladdin                                                | Princesa Jasmine   |
| "Scrooge"                                                     | 1992 | Ionei Silva, Isaac Bardavid, Kika Tristão, Marcelo Coutinho, Orlando Drummond, Orlando Viggiani, Pádua Moreira & Pedro Lopes | O Conto de Natal dos Muppets                           | —                  |
| "Todos Se Amam no Natal"                                      | 1992 | Solista: Orlando Drummond Coro: Ionei Silva, Isaac Bardavid, Kika Tristão, Marcelo Coutinho, Orlando Drummond, Orlando Viggiani, Pádua Moreira & Pedro Lopes | O Conto de Natal dos Muppets                           | —                  |
| "Todos Se Amam no Natal (Final)"                              | 1992 | Coro: Ionei Silva, Isaac Bardavid, Kika Tristão, Marcelo Coutinho, Orlando Drummond, Orlando Viggiani, Pádua Moreira & Pedro Lopes | O Conto de Natal dos Muppets                           | —                  |
| "Quando o Amor Acaba (Final)"                                 | 1992 | Kika Tristão | O Conto de Natal dos Muppets                           | —                  |
| "Um Pouco de Amor"                                            | 1993 | Kika Tristão | A Pequena Sereia (série animada)                       | Ariel              |
| "Os Confins dos Confins deste Mar"                            | 1993 | Kika Tristão | A Pequena Sereia (série animada)                       | Ariel              |
| "Os Confins dos Confins deste Mar (Reprise)"                  | 1993 | Kika Tristão | A Pequena Sereia (série animada)                       | Ariel              |
| "Em Harmonia"                                                 | 1993 | Kika Tristão | A Pequena Sereia (série animada)                       | Ariel              |
| "Em Harmonia (Reprise)"                                       | 1993 | Kika Tristão | A Pequena Sereia (série animada)                       | Ariel              |
| "Canção Mais Feliz"                                           | 1993 | Kika Tristão & Jorgeh Ramos | A Pequena Sereia (série animada)                       | Ariel              |
| "Nunca Desistir"                                              | 1994 | Kika Tristão & André Filho | A Pequena Sereia (série animada)                       | Ariel              |
| "Saber Dançar"                                                | 1994 | Kika Tristão | A Pequena Sereia (série animada)                       | Ariel              |
| "Saber Dançar (Reprise)"                                      | 1994 | Kika Tristão | A Pequena Sereia (série animada)                       | Ariel              |
| "Nesta Noite o Amor Chegou"                                   | 1994 | Garcia Júnior, Pedro Lopes, Mauro Ramos, Kika Tristão & Nanná Tribuzy | O Rei Leão                                             | —                  |
| "Nada Vale Mais do Que um Amigo"                              | 1995 | Márcio Simões, Joseph Carasso Jr. & Kika Tristão | O Retorno de Jafar                                     | Princesa Jasmine   |
| "Esqueça Esse Amor"                                           | 1995 | Carlos Silveira, Kika Tristão & Joseph Carasso Jr. | O Retorno de Jafar                                     | Princesa Jasmine   |
| "Há Uma Festa Aqui em Agrabah"                                | 1995 | Márcio Simões, Arthur Costa Filho, Joseph Carasso Jr., Kika Tristão, Newton Martins & Rodney Gomes | Aladdin e os 40 Ladrões                                | Princesa Jasmine   |
| "De Algum Lugar"                                              | 1995 | Joseph Carasso Jr. & Kika Tristão | Aladdin e os 40 Ladrões                                | Princesa Jasmine   |
| "Logo Após a Curva do Rio"                                    | 1995 | Kika Tristão | Pocahontas                                             | Pocahontas         |
| "Cores do Vento"                                              | 1995 | Kika Tristão | Pocahontas                                             | Pocahontas         |
| "Bárbaros (Parte II)"                                         | 1995 | Kika Tristão, Maurício Luz, Isaac Bardavid & Coro | Pocahontas                                             | Pocahontas         |
| "Hoje é o Dia"                                                | 1995 | Solista: Cláudio Galvan Coro: Aline Cabral, Deco Fiori, Fernanda Capelli, Juliana Franco, Kacau Gomes, Kika Tristão, Marcelo Coutinho, Maurício Luz, Márcia Coutinho, Nanná Tribuzzy, Pedro Lopes, Rodrigo Esteves & Simô | Pateta: O Filme                                        | —                  |
| "Viajar Eu Vou"                                               | 1995 | Solista: Anderson Coutinho & Cláudio Galvan Coro: Aline Cabral, Deco Fiori, Fernanda Capelli, Juliana Franco, Kacau Gomes, Kika Tristão, Marcelo Coutinho, Maurício Luz, Márcia Coutinho, Nanná Tribuzzy, Orlando Viggiani, Pedro Lopes, Rodrigo Esteves & Simô                                                                                              | Pateta: O Filme                                        | —                  |
| "Amigo Estou Aqui"                                            | 1995 | Solista: Zé Da Viola Coro: Aline Cabral, Kika Tristão & Fernanda Capelli | Toy Story                                              | —                  |
| "Coisas Estranhas"                                            | 1995 | Solista: Zé Da Viola Coro: Aline Cabral, Kika Tristão & Fernanda Capelli | Toy Story                                              | —                  |
| "Amigo Estou Aqui (Créditos Finais)"                          | 1995 | Solista: Zé Da Viola & Marcelo Coutinho Coro: Aline Cabral, Kika Tristão & Fernanda Capelli | Toy Story                                              | —                  |
| "Adoro Rir"                                                   | 1995 | Kika Tristão & Mauro Ramos | Coleção Cante com Disney, Volume 3: Vamos nos Divertir | Mary Poppins       |
| "Supercalifragilistiexpialidoce"                              | 1995 | Kika Tristão & Mauro Ramos | Coleção Cante com Disney, Volume 3: Vamos nos Divertir | Mary Poppins       |
| "O Dia Tão Feliz"                                             | 1995 | Kika Tristão & Mauro Ramos | Coleção Cante com Disney, Volume 3: Vamos nos Divertir | Mary Poppins       |
| "Vamos Juntos"                                                | 1996 | Kika Tristão | A Pequena Sereia (Abertura do VHS "Coleção Princesas") | Ariel              |
| "Ichabod Crane"                                               | 1996 | Solista: Marcelo Coutinho Coro: Kika Tristão | As Aventuras de Ichabod e do Sr. Sapo                  | —                  |
| "A Lenda do Cavaleiro Sem Cabeça"                             | 1996 | Solista: Marcelo Coutinho Coro: Kika Tristão | As Aventuras de Ichabod e do Sr. Sapo                  | —                  |
| "Boas Notícias"                                               | 1996 | Solista: Zé da Viola Coro: Kika Tristão, Aline Cabral, Fernanda Capelli, Márcia Coutinho & Marcelo Coutinho | James e o Pêssego Gigante                              | —                  |
| "Não Direi"                                                   | 1997 | Kika Tristão, Kacau Gomes, Rosa Marya Colin, Sabrina Korgut, Marya Bravo & Kiara Sasso | Hércules                                               | Mégara             |
| "Junto com meu Pai"                                           | 1998 | Kika Tristão | A Espada Mágica - A Lenda de Camelot                   | Kayley             |
| "Vendo o Seu Olhar"                                           | 1998 | José Leonardo, Kika Tristão | A Espada Mágica - A Lenda de Camelot                   | Kayley             |
| "Honra a Todas Nós"                                           | 1998 | Aline Cabral, Deina Melgaço, Fernanda Capelli, Kacau Gomes, Kika Tristão, Márcia Coutinho, Nadia Daltro & Selma Lopes | Mulan                                                  | —                  |
| "Mas Tenho que Partir"                                        | 1998 | Kika Tristão | Pocahontas II: Uma Jornada para o Novo Mundo           | Pocahontas         |
| "Mais um Dia em Londres"                                      | 1998 | Kika Tristão | Pocahontas II: Uma Jornada para o Novo Mundo           | Pocahontas         |
| "Mas Tenho que Partir (Reprise)"                              | 1998 | Kika Tristão | Pocahontas II: Uma Jornada para o Novo Mundo           | Pocahontas         |
| "Uma Ponte de Amor"                                           | 1998 | Kika Tristão & Marcos Brito | Pocahontas II: Uma Jornada para o Novo Mundo           | Pocahontas         |
| "Somos Um"                                                    | 1998 | Solistas: Garcia Junior & Carolina Pinho Coro: Nadia Daltro, Juliana Franco, Aline Cabral, Fernanda Cappelli, Kika Tristão, Márcia Coutinho, Deco Fiori, Ronaldo Victorio, Xico Pupo, Simô, Leonardo Páscoa, Eliomar Nascimento & Maurício Luz | O Rei Leão 2: O Reino de Simba                         | —                  |
| "Upendi"                                                      | 1998 | Solistas: Maurício Luz, Nanná Tribuzzy & Felipe Abreu Nadia Daltro, Juliana Franco, Aline Cabral, Fernanda Cappelli, Kika Tristão, Márcia Coutinho, Deco Fiori, Ronaldo Victorio, Xico Pupo, Simô, Leonardo Páscoa, Eliomar Nascimento & Maurício Luz | O Rei Leão 2: O Reino de Simba                         | —                  |
| "Um De Nós"                                                   | 1998 | Nadia Daltro, Juliana Franco, Aline Cabral, Fernanda Cappelli, Kika Tristão, Márcia Coutinho, Deco Fiori, Ronaldo Victorio, Xico Pupo, Simô, Leonardo Páscoa, Eliomar Nascimento & Maurício Luz | O Rei Leão 2: O Reino de Simba                         | —                  |
| "Milagres São Reais"                                          | 1998 | Solistas: Kika Tristão & Kacau Gomes Coro: Aline Cabral, Augusto Caruso, Deco Fiori, Juliana Franco, Lorena Espina, Maurício Luz, Nadja Daltro | O Príncipe do Egito                                    | Zípora             |
| "Falalá"                                                      | 1998 | Solistas: Kiara Sasso, Isaac Schneider & Mauro Ramos Coro: Aline Cabral, Alfredo Lírio, Augusto Caruso, Deco Fiori, Fernanda Capelli, Gottsha, Juliana Franco, Kika Tristão, Marcelo Coutinho, Márcia Coutinho, Maurício Luz, Nadja Daltro, Nanná Tribuzy, Ronaldo Victório & Simô                                                                           | A Bela e a Fera: O Natal Encantado                     | —                  |
| "Natal Para Sempre"                                           | 1998 | Solistas: Kiara Sasso, Jonas Cáforo, Mauro Ramos, Geisa Vidal, Isaac Schneider & Ju Cassou Coro: Aline Cabral, Alfredo Lírio, Augusto Caruso, Deco Fiori, Fernanda Capelli, Gottsha, Juliana Franco, Kika Tristão, Marcelo Coutinho, Márcia Coutinho, Maurício Luz, Nadja Daltro, Nanná Tribuzy, Ronaldo Victório & Simô                                     | A Bela e a Fera: O Natal Encantado                     | —                  |
| "Um Homem Pra Mim"                                            | 1998 | Kika Tristão | Hércules: A Série Animada                              | Circe              |
| "Amigo Estou Aqui"                                            | 1999 | Solista: Marcelo Coutinho Coro: Aline Cabral, Fernanda Capelli, Jurema de Candia, Kika Tristão, Márcia Coutinho & Nadja Daltro | Toy Story 2                                            | Barbie             |
| "O Dia Tão Feliz"                                             | 1999 | Solistas: Marcelo Coutinho & Elizabeth Ratzersdorf Coro: Kika Tristão, Nadja Daltro, Aline Cabral, Rose Soares, Fernanda Capelli, Márcia Coutinho, Ronaldo Victorio, Xico Pupo, Eduardo Amir, Deco Fiori, Simô & Maurício Luz | Mary Poppins                                           |                    |
| "Vá Voar, Papagaio"                                           | 1999 | Solistas: Telma Costa, João Capelli, Lina Mendes, Mauro Ramos, Marcelo Coutinho & Elizabeth Ratzersdorf Coro: Kika Tristão, Nadja Daltro, Aline Cabral, Rose Soares, Fernanda Capelli, Márcia Coutinho, Ronaldo Victorio, Xico Pupo, Eduardo Amir, Deco Fiori, Simô & Maurício Luz                                                                           | Mary Poppins                                           |                    |
| "Como é Bom Se Divertir"                                      | 1999 | Solista: Marcelo Coutinho Coro: Aline Cabral, Alfredo Lírio, Deco Fiori, Eliomar Nascimento, Fernanda Capelli, Juliana Franco, Kika Tristão, Maurício Luz & Márcia Coutinho | Como É Bom Se Divertir                                 | —                  |
| "O Meu Grande Amor"                                           | 1999 | Solistas: Márcia Coutinho & Marcelo Coutinho Coro: Aline Cabral, Alfredo Lírio, Deco Fiori, Eliomar Nascimento, Fernanda Capelli, Juliana Franco, Kika Tristão, Maurício Luz & Nadja Daltro | Como É Bom Se Divertir                                 | —                  |
| "Dando Um Tapa"                                               | 1999 | Aline Cabral, Alfredo Lírio, Deco Fiori, Eliomar Nascimento, Fernanda Capelli, Juliana Franco, Kika Tristão, Maurício Luz, Márcia Coutinho & Nadja Daltro | Como É Bom Se Divertir                                 | —                  |
| "O Meu Grande Amor (Reprise)"                                 | 1999 | Solista: Márcia Coutinho Coro: Aline Cabral, Alfredo Lírio, Deco Fiori, Eliomar Nascimento, Fernanda Capelli, Juliana Franco, Kika Tristão, Maurício Luz & Nadja Daltro | Como É Bom Se Divertir                                 | —                  |
| "Música da Festa"                                             | 1999 | Aline Cabral, Alfredo Lírio, Deco Fiori, Eliomar Nascimento, Fernanda Capelli, Juliana Franco, Kika Tristão, Maurício Luz & Márcia Coutinho | Como É Bom Se Divertir                                 | —                  |
| "Como é Bom Se Divertir (Reprise)"                            | 1999 | Solista: Marcelo Coutinho Coro: Aline Cabral, Alfredo Lírio, Deco Fiori, Eliomar Nascimento, Fernanda Capelli, Juliana Franco, Kika Tristão, Maurício Luz, Márcia Coutinho, Nadja Daltro, Ronaldo Victório, Simô, Xico Pupo | Como É Bom Se Divertir                                 | —                  |
| "Como Ser Um Tigre (How to Be a Tigger)"                      | 2000 | Adriana Torres, Kika Tristão, Orlando Drummond, Oberdan Júnior, Marcelo Coutinho & Maurício Luz | Tigrão O Filme                                         | Can                |
| "Como Ser Um Tigre" (reprise)                                 | 2000 | Adriana Torres, Kika Tristão, Orlando Drummond, Oberdan Júnior, Marcelo Coutinho & Maurício Luz | Tigrão O Filme                                         | Can                |
| "O Tigrão Vem Aí"                                             | 2000 | Xico Pupo, Kika Tristão & Isaac Bardavid | Tigrão O Filme                                         | —                  |
| "Na Cauda do Tigrão"                                          | 2000 | Kika Tristão | Tigrão O Filme                                         | —                  |
| "Encontro no Mar"                                             | 2000 | Solistas: Kiara Sasso, Garcia Júnior, Orlando Drummond & Eduardo Amir Coro: Rose Páscoa, Aline Cabral, Nadja Daltro, Kika Tristão, Fernanda Capelli, Márcia Coutinho, Deco Fiori, Ronaldo Victório, Xico Pupo, Simô, Maurício Luz & Leonardo Páscoa | A Pequena Sereia II: O Retorno para o Mar              | —                  |
| "Aqui na Terra e no Mar (Final)"                              | 2000 | Solistas: Larissa Cardoso, Kiara Sasso & Eduardo Amir Coro: Rose Páscoa, Aline Cabral, Nadja Daltro, Kika Tristão, Fernanda Capelli, Márcia Coutinho, Deco Fiori, Ronaldo Victório, Xico Pupo, Simô, Maurício Luz & Leonardo Páscoa | A Pequena Sereia II: O Retorno para o Mar              | —                  |
| "A Maior Nação"                                               | 2000 | Alfredo Lírio, Aline Cabral, Deco Fiori, Fernanda Capelli, Kacau Gomes, Kika Tristão, Marcélio Andrade, Márcia Coutinho, Nadja Daltro, Ronaldo Victório & Xico Pupo | José - O Rei dos Sonhos                                | —                  |
| "Trabalhar com Amor"                                          | 2000 | Cláudio Galvan & Kika Tristão | José - O Rei dos Sonhos                                | Asenate            |
| "Deixe Florescer (Reprise)"                                   | 2000 | Kika Tristão | José - O Rei dos Sonhos                                | Asenate            |
| "Mundo Perfeito"                                              | 2000 | Solista: Ed Motta Coro: Aline Cabral, Deco Fiori, Doriana Mendes, Eduardo Amir, Kika Tristão, Leonardo Páscoa, Marcelo Coutinho, Márcia Coutinho, Maurício Seixas, Nadja Daltro, Ronaldo Victorio & Xico Pupo | A Nova Onda do Imperador                               | —                  |
| "Luz Vai Morrer (A Canção de Yzma)"                           | 2000 | Kika Tristão | A Nova Onda do Imperador                               | Yzma               |
| "Anda Como Lhama"                                             | 2000 | Solista: Claudio Galvan Coro: Aline Cabral, Doriana Mendes, Kika Tristão, Márcia Coutinho & Nadja Daltro | A Nova Onda do Imperador                               | —                  |
| "Mundo Perfeito (Reprise)"                                    | 2000 | Solista: Ed Motta Coro: Aline Cabral, Deco Fiori, Doriana Mendes, Eduardo Amir, Kika Tristão, Leonardo Páscoa, Marcelo Coutinho, Márcia Coutinho, Maurício Seixas, Nadja Daltro, Ronaldo Victorio & Xico Pupo | A Nova Onda do Imperador                               | —                  |
| "O Meu Pandeiro"                                              | 2001 | Solista: Sandro Christopher Coro: Kika Tristão, Simô & Deco Fiori | Hora do Recreio: O Filme                               | —                  |
| "Sol de Primavera"                                            | 2001 | Kika Tristão | A Padroeira                                            | —                  |
| "Junto Com Teu Sonho"                                         | 2001 | Solista: Deborah Blando Coro: Aline Cabral & Kika Tristão | Atlantis: O Reino Perdido                              | —                  |
| "O Melhor Natal"                                              | 2001 | Sérgio Moreno, Cláudio Galvan, Tatá Guarnieri, Silvia Suzy, Marli Bortoletto, Ju Cassou, Mauro Ramos, Pedro de Saint Germain, Kiara Sasso, Joseph Carrasso Jr., Kika Tristão & Garcia Júnior | O Natal Mágico do Mickey: Nevou na Casa do Mickey      | Princesa Jasmine   |
| "Nova Inglaterra"                                             | 2001 | Aline Cabral, Claudia Netto, Deco Fiori, Fernanda Capelli, Kika Tristão, Maurício Luz, Márcia Coutinho, Nadja Daltro, Nanná Tribuzzy, Pedro Lopes, Ronaldo Victório & Xico Pupo | A Dama e o Vagabundo 2: As Aventuras de Banzé          | —                  |
| "Nova Inglaterra (Reprise)"                                   | 2001 | Aline Cabral, Claudia Netto, Deco Fiori, Fernanda Capelli, Kika Tristão, Marcelo Coutinho, Maurício Luz, Nadja Daltro, Pedro Lopes & Ronaldo Victório | A Dama e o Vagabundo 2: As Aventuras de Banzé          | —                  |
| "Vai Ser Legal Fazer o Mal"                                   | 2002 | Coro: Maurício Luz, Simô, Deco Fiori, Márcia Coutinho, Fernanda Capelli, Kika Tristão & Aline Cabral | Os Vilões da Disney                                    | —                  |
| "Como Estrelas São Lá do Céu"                                 | 2002 | Kika Tristão | Barbie como Rapunzel                                   | —                  |
| "Humano Outra Vez"                                            | 2002 | Solistas: Isaac Schneider, Mauro Ramos, Miriam Peracchi & Geisa Vidal Coro: Aline Cabral, Deco Fiori, Eduardo Amir, Fernanda Capelli, Xico Pupo, Kika Tristão, Leonardo Páscoa, Lilly Abreu, Marcia Coutinho, Nadja Daltro, Ronaldo Victório & Simô | A Bela e a Fera (Edição Especial)                      | —                  |
| "Le Jour D’Amour"                                             | 2002 | Solistas: Claudio Galvan, Marcelo Coutinho, Mauro Ramos, Geisa Vidal & Renato Rabelo Coro: Aline Cabral, Deco Fiori, Doriana Mendes, Eduardo Amir, Fernanda Capelli, Kacau Gomes, Kika Tristão, Lina Mendes, Maurício Luz, Márcia Coutinho, Nadja Daltro, Pedro Lopes, Ronaldo Victório, Simô & Xico Pupo                                                    | O Corcunda de Notre Dame II: O Segredo do Sino         | —                  |
| "Lá Dentro - O Amor"                                          | 2002 | Solistas: Mauro Ramos, Geisa Vidal & Renato Rabelo Coro: Aline Cabral, Deco Fiori, Doriana Mendes, Eduardo Amir, Fernanda Capelli, Kacau Gomes, Kika Tristão, Lina Mendes, Maurício Luz, Márcia Coutinho, Nadja Daltro, Pedro Lopes, Ronaldo Victório, Simô & Xico Pupo                                                                                      | O Corcunda de Notre Dame II: O Segredo do Sino         | —                  |
| "Bate o Sino Pequenino"                                       | 2002 | Kika Tristão, Nanná Tribuzy, Sérgio Stern, Maurício Luz, Pedro Lopes, Marcelo Coutinho & Isaac Bardavid | Ursinho Pooh: Um Ano muito Feliz                       | Can                |
| "Feliz Ano Pooh"                                              | 2002 | Kika Tristão, Nanná Tribuzy, Sérgio Stern, Maurício Luz, Bernardo Coutinho, Pedro Lopes, Marcelo Coutinho & Isaac Bardavid | Ursinho Pooh: Um Ano muito Feliz                       | Can                |
| "Portobello Road"                                             | 2003 | Mauro Ramos, Bernardo Coutinho, Gustavo Pereira, Lina Mendes, Marcelo Coutinho, Mauricio Luz, Simô, Juliana Franco, Kika Tristão & Márcia Coutinho | Se a Minha Cama Voasse                                 | —                  |
| "Com A Vida Eu Vou Cantar"                                    | 2003 | Solista: Greice Morelli Coro: Kika Tristão, Márcia Coutinho & Deco Fiori | Tarzan & Jane                                          | —                  |
| "Eu Vou Numa Expedição"                                       | 2003 | Ester Elias, Pedro de Saint Germain, Marcelo Coutinho, Isaac Bardavid, Gustavo Pereira, Nanná Tribuzy & Kika Tristão | Leitão - O Filme                                       | Can                |
| "O Que Eu Mais Gosto na Páscoa"                               | 2004 | Nanná Tribuzy & Kika Tristão | Ursinho Pooh: A Páscoa de Guru                         | Can                |
| "De Acordo com o Plano"                                       | 2005 | Kika Tristão, Mauro Ramos, Márcio Simões & Geisa Vidal | A Noiva Cadáver                                        | Maudeline Everglot |
| "Um Rango Legal"                                              | 2006 | Kika Tristão, Sylvia Salustti, Raquel Mello, Juliano Cortuah, Jairo Bonfim, Roberta Lima, Marlon Saint, Simô, Jill Viegas, Josi Bonfim & Itauana Ciribelli | A Era do Gelo 2: O Degelo                              | Abutre             |
| "Beijo de Amor"                                               | 2007 | Solistas: Sylvia Salustti & Claudio Galvan Coro: Ana Cecília Rebelo, Doriana Mendes, Joelma Bonfim, Josie Bonfim, Kika Tristão, Laila Oazem, Nadja Daltro, Nanná Tribuzy & Raquel Mello | Encantada                                              | —                  |
| "É Assim Que Vai Saber"                                       | 2007 | Solistas: Sylvia Salustti & Abdullah Coro: Alexandre Longo, Ana Cecília Rebelo, Doriana Mendes, Geraldo Matias, Jairo Bonfim, Jill Viegas, Joelma Bonfim, Josie Bonfim, Kika Tristão, Laila Oazem, Luiz Kleber, Marcelo Rezende, Marcelo Sader, Nadja Daltro, Nanná Tribuzy, Raquel Mello, Sergio Fortuna, Simô & Xico Pupo                                  | Encantada                                              | —                  |
| "Princesinha Pavão"                                           | 2007 | Kika Tristão & Alexandre Moreno | Princesas Disney: Siga Seus Sonhos                     | Princesa Jasmine   |
| "Eu Não Deixo de Olhar Pra Você"                              | 2007 | Kika Tristão | Princesas Disney: Siga Seus Sonhos                     | Princesa Jasmine   |
| "Amizade pra Guardar"                                         | 2007 | Kika Tristão, Ana Pessoa, Juliano Cortuah, Laila Oazem, Luiz Kleber, Simô, Xico Pupo & Marcelo Rezende | O Cão e a Raposa 2                                     | —                  |
| "Bom Moço, Mas Sem Osso"                                      | 2007 | Kika Tristão, Ana Pessoa, Laila Oazem, Luiz Kleber, Simô, Xico Pupo & Marcelo Rezende | O Cão e a Raposa 2                                     | —                  |
| "Temos Harmonia (Reprise)"                                    | 2007 | Kika Tristão, Ana Pessoa, Juliano Cortuah, Laila Oazem, Luiz Kleber, Simô, Xico Pupo & Marcelo Rezende | O Cão e a Raposa 2                                     | —                  |
| "Seguir em Frente"                                            | 2007 | Juliano Cortuah & Kika Tristão | O Cão e a Raposa 2                                     | —                  |
| "Amigos do Outro Lado"                                        | 2009 | Solista: Sérgio Fortuna Coro: Adiel Ferr, Carla Meirelles, Cintia Oliferr, Cleyde Jane, Fábio Martins, Itauana Ciribelli, Ivana Domenico, Jéssica Ramalho, Jill Viegas, Kika Tristão, Mariana Feó, Marcelo Rezende, Maurício Luz, Raquel Mello, Ricardo Augusto, Ruben Oliferr, Silvana Ferr, Simô, Sylvia Salustti, Vanda Santos & Vânia Santos             | A Princesa e o Sapo                                    | —                  |
| "Cavando Mais Até o Fundo"                                    | 2009 | Solistas: Selma Lopes & Kacau Gomes Coro: Adiel Ferr, Carla Meirelles, Cintia Oliferr, Cleyde Jane, Fábio Martins, Itauana Ciribelli, Ivana Domenico, Jéssica Ramalho, Jill Viegas, Kika Tristão, Mariana Feó, Marcelo Rezende, Maurício Luz, Raquel Mello, Ricardo Augusto, Ruben Oliferr, Silvana Ferr, Simô, Sylvia Salustti, Vanda Santos & Vânia Santos | A Princesa e o Sapo                                    | —                  |
| "O Tema dos Muppets"                                          | 2011 | Alcione Marques, Débora Pinheiro, Thalita Pertuzatti, Xico Pupo, Márcio Simões, Mariana Féo, Márcia Coutinho, Simô, Maurício Luz, Kika Tristão, Ana Cecília Rebelo, Jairo Bonfim, Juliana Franco, Fernando Mendonça & Claudio Galvan | The Muppets                                            | —                  |
| "A Vida é Uma Canção"                                         | 2011 | Solistas: Jill Viegas, Marcelo Rezende & Sylvia Salustti Coro: Alcione Marques, Débora Pinheiro, Thalita Pertuzatti, Xico Pupo, Márcio Simões, Mariana Féo, Márcia Coutinho, Simô, Maurício Luz, Kika Tristão, Ana Cecília Rebelo, Jairo Bonfim, Juliana Franco, Fernando Mendonça & Claudio Galvan                                                          | The Muppets                                            | —                  |
| "Conexão do Arco-íris - Cassino Pachulo (versão dos Moopets)" | 2011 | Solista: Juliano Cortuah Coro: Alcione Marques, Débora Pinheiro, Thalita Pertuzatti, Xico Pupo, Márcio Simões, Mariana Féo, Márcia Coutinho, Simô, Maurício Luz, Kika Tristão, Ana Cecília Rebelo, Jairo Bonfim, Juliana Franco, Fernando Mendonça & Claudio Galvan                                                                                          | The Muppets                                            | —                  |
| "Vamos Falar Sobre Mim"                                       | 2011 | Solistas: Élcio Romar & Raul Veiga Coro: Alcione Marques, Débora Pinheiro, Thalita Pertuzatti, Xico Pupo, Márcio Simões, Mariana Féo, Márcia Coutinho, Simô, Maurício Luz, Kika Tristão, Ana Cecília Rebelo, Jairo Bonfim, Juliana Franco, Fernando Mendonça & Claudio Galvan                                                                                | The Muppets                                            | —                  |
| "A Vida é Uma Canção (Final)"                                 | 2011 | Alcione Marques, Débora Pinheiro, Thalita Pertuzatti, Xico Pupo, Márcio Simões, Mariana Féo, Márcia Coutinho, Simô, Maurício Luz, Kika Tristão, Ana Cecília Rebelo, Jairo Bonfim, Juliana Franco, Fernando Mendonça, Claudio Galvan, Jill Viegas, Marcelo Rezende & Sylvia Salustti                                                                          | The Muppets                                            | —                  |
| "Isto é Halloween"                                            | 2011 | Coro | O Estranho Mundo de Jack (redublagem de 2011)          | —                  |
| "Canção da Reunião da Cidade"                                 | 2011 | Solista: Marcelo Coutinho | O Estranho Mundo de Jack (redublagem de 2011)          | —                  |
| "A Obsessão de Jack"                                          | 2011 | Solista: Marcelo Coutinho | O Estranho Mundo de Jack (redublagem de 2011)          | —                  |
| "Preparando o Natal (Todos Juntos)"                           | 2011 | Solistas: Marcelo Coutinho & Guilherme Briggs | O Estranho Mundo de Jack (redublagem de 2011)          | —                  |
| "Finale"                                                      | 2011 | Solistas: Marcelo Coutinho, Guilherme Briggs & Nanná Tribuzzy | O Estranho Mundo de Jack (redublagem de 2011)          | —                  |
| "Reparos" (versão da trilha sonora)                           | 2013 | Gotsha, Alexandre Moreno, Gustavo Pereira, Pamella Rodrigues, Jill Viegas, Juliana Franco, Mariana Féo, Marcelo Rezende, Carla Marinho, Sylvia Salustti, Claudio Galvan, Kika Tristão & Mauro Ramos | Frozen - Uma Aventura Congelante                       | —                  |
| "Reparos" (versão do filme)                                   | 2013 | Gotsha, Alexandre Moreno, Fábio Porchat, Pamella Rodrigues, Jill Viegas, Juliana Franco, Mariana Féo, Marcelo Rezende, Carla Marinho, Sylvia Salustti, Claudio Galvan, Kika Tristão & Mauro Ramos | Frozen - Uma Aventura Congelante                       | —                  |
| "Vou Fazer Você Mulher"                                       | 2013 | Solista: Arnaldo Antunes | Mais Forte Que o Tempo                                 | —                  |
| "Rio, Eu Te Amo (Tema do Filme)"                              | 2015 | Solista: Gilberto Gil | Rio, Eu Te Amo                                         | —                  |
| "Canção de Halloween"                                         | 2017 | Guilherme Briggs, Anderson Coutinho, Cláudio Galvan, Joelma Bonfim, Marcelo Rezende, Kika Tristão, Luiza Soares, Fabrício Negri, Jill Viegas & Simô | Mickey Mouse: Um Halloween Assustador                  | —                  |

Outras aparições em trilhas sonoras
- Voz de Mãe e Dona Rã em Thumbelina, de 1994. Dueto com Marcelo Coutinho nos créditos.
- Voz adicional na dublagem de 1994 do filme A Canção do Sul.
- Voz adicional na dublagem de 1998 do filme A Pequena Sereia.
- Voz de Etta e Annette no programa infantil Bear in the Big Blue House, exibido entre 1997 e 2006.
- Voz cantada de Can na série de televisão O Livro do Pooh, exibida entre 2001 e 2003.
- Voz adicional em A Princesa e a Ervilha, de 2005.
- Vocal em The Muppet Show, lançada diretamente em DVD no Brasil na década de 2000.
- Voz adicional em Piratas do Caribe 3: No Fim do Mundo, de 2007.
- Voz adicional em O Lorax: Em Busca da Trúfula Perdida, de 2012.
- Coro em Noelle, de 2019.

#### Canções em compilações
| Canção                     | Ano  | Álbum                            |
| -------------------------- | ---- | -------------------------------- |
| "Filho Meu"                | 1991 | Disney Babies – Canções de Ninar |
| "La La Lu"                 | 1991 | Disney Babies – Canções de Ninar |
| "Céu de Sonhos"            | 1991 | Disney Babies – Canções de Ninar |
| "Noite de Sonhos"          | 1991 | Disney Babies – Canções de Ninar |
| "Chovendo na Roseira"      | 1997 | Estão Voltando as Flores         |
| "Estão Voltando as Flores" | 1997 | Estão Voltando as Flores         |
| "Rosa"                     | 1997 | Estão Voltando as Flores         |

#### Vocal de apoio
| Canção                                                         | Ano  | Artista                                                                | Álbum                                                  |
| -------------------------------------------------------------- | ---- | ---------------------------------------------------------------------- | ------------------------------------------------------ |
| "Ele Me Deu um Beijo na Boca"                                  | 1982 | Caetano Veloso                                                         | Cores, Nomes                                           |
| "Sina"                                                         | 1982 | Caetano Veloso                                                         | Cores, Nomes                                           |
| "Nosso Herói"                                                  | 1984 | Beto Guedes                                                            | Joaquim José da Silva Xavier: Tiradentes - Nosso Herói |
| "Coração de Estudante"                                         | 1984 | Milton Nascimento                                                      | Joaquim José da Silva Xavier: Tiradentes - Nosso Herói |
| "Aprendizes da Esperança"                                      | 1985 | Fafá de Belém                                                          | Aprendizes da Esperança                                |
| "Clube da Esquina"                                             | 1985 | Wagner Tiso                                                            | Coração de Estudante                                   |
| "Sonhos (Arrastão dos Pescadores)"                             | 1986 | Ivan Lins                                                              | Ivan Lins                                              |
| "Galeria Metrópole II"                                         | 1986 | Ivan Lins                                                              | Ivan Lins                                              |
| "O Mar No Maracanã"                                            | 1986 | Leila Pinheiro                                                         | Olho Nu                                                |
| "Topázio"                                                      | 1986 | Djavan                                                                 | Meu Lado                                               |
| "Hino do Congresso Nacional Africano"                          | 1986 | Djavan                                                                 | Meu Lado                                               |
| "Hino da Juventude Negra Da África Do Sul"                     | 1986 | Djavan                                                                 | Meu Lado                                               |
| "O Samba"                                                      | 1991 | Lisa Ono                                                               | Menina                                                 |
| "Carnaval"                                                     | 1991 | Lisa Ono                                                               | Menina                                                 |
| "Amor, Amor" (We Love to Love)                                 | 1991 | Angélica                                                               | Angélica                                               |
| "Ei Manhê!" (Ciao Mamma)                                       | 1991 | Angélica                                                               | Angélica                                               |
| "Algodão Doce e Guaraná"                                       | 1991 | Angélica                                                               | Angélica                                               |
| "Meu Amigo ET"                                                 | 1991 | Angélica                                                               | Angélica                                               |
| "Feliz Ano Novo (Nem Pra Voz, Nem Pra Sopro)"                  | 1991 | Leila Pinheiro                                                         | Outras Caras                                           |
| "Se..."                                                        | 1992 | Djavan                                                                 | Coisa de Acender                                       |
| "América Geral"                                                | 1992 | Xuxa                                                                   | Xou da Xuxa Sete                                       |
| "Coisa Mais Bonita"                                            | 1994 | Tim Maia                                                               | Voltou Clarear                                         |
| "Os Quindins De Iaiá"                                          | 1994 | Dominguinhos                                                           | Songbook Ary Barroso, Volume 2                         |
| "Por Causa de Você"                                            | 1994 | Rita de Cássia                                                         | Ouça                                                   |
| "Seja Lá Como For"                                             | 1994 | Rita de Cássia                                                         | Ouça                                                   |
| "Castigo"                                                      | 1994 | Rita de Cássia                                                         | Ouça                                                   |
| "Leblon"                                                       | 1995 | Bill Cunliffe                                                          | Bill in Brazil                                         |
| "Sem Você"                                                     | 1996 | Angélica                                                               | Angélica                                               |
| "Chocolate"                                                    | 1996 | Angélica                                                               | Angélica                                               |
| "A Festa da Patchanga"                                         | 1996 | Angélica                                                               | Angélica                                               |
| "Apaixonados"                                                  | 1996 | Angélica                                                               | Angélica                                               |
| "Big Bom"                                                      | 1996 | Angélica                                                               | Angélica                                               |
| "Semente do Amanhã"                                            | 1996 | Angélica                                                               | Angélica                                               |
| "Calendário"                                                   | 1996 | Angélica                                                               | Angélica                                               |
| "Acho Que Eu Vou Embora"                                       | 1997 | Vanessa Rangel                                                         | Vanessa Rangel                                         |
| "Palpite"                                                      | 1997 | Vanessa Rangel                                                         | Vanessa Rangel                                         |
| "Leve-me Daqui"                                                | 1997 | Vanessa Rangel                                                         | Vanessa Rangel                                         |
| "Com Que Roupa?"                                               | 1997 | Zeca Pagodinho                                                         | Hoje é Dia de Festa                                    |
| "Ai, Que Saudade da Amélia"                                    | 1997 | Gabriel, o Pensador & Grupo Fundo de Quintal                           | Casa de Samba, Volume 2                                |
| "Zazueira"                                                     | 1997 | Timbalada & Lobão                                                      | Casa de Samba, Volume 2                                |
| "Foi Um Rio Que Passou em Minha Vida"                          | 1997 | Baby do Brasil & Jair Rodrigues                                        | Casa de Samba, Volume 2                                |
| "Flor de Lis"                                                  | 1997 | Alcione & Emílio Santiago                                              | Casa de Samba, Volume 2                                |
| "Volta por Cima"                                               | 1997 | Márcia Freire & Noite Ilustrada                                        | Casa de Samba, Volume 2                                |
| "Desde que o Samba é Samba"                                    | 1997 | Belô Velloso & Beth Carvalho                                           | Casa de Samba, Volume 2                                |
| "Senhora Liberdade"                                            | 1997 | Nei Lopes & Zélia Duncan                                               | Casa de Samba, Volume 2                                |
| "O Mundo é um Moinho"                                          | 1997 | Fagner & Guilherme de Brito                                            | Casa de Samba, Volume 2                                |
| "Aquarela Brasileira"                                          | 1997 | Dominguinhos do Estácio, Neguinho da Beija-Flor, Richah & Wander Pires | Casa de Samba, Volume 2                                |
| "A Estrela Que Mais Brilhar"                                   | 2001 | Sandy & Junior                                                         | Sandy & Junior                                         |
| "Me Leve Com Você"                                             | 2001 | Sandy & Junior                                                         | Sandy & Junior                                         |
| "O Elefante e a Formiguinha"                                   | 2001 | Eliana                                                                 | Eliana                                                 |
| "A Galinha Magricela"                                          | 2001 | Eliana                                                                 | Eliana                                                 |
| "Bicharia"                                                     | 2001 | Eliana                                                                 | Eliana                                                 |
| "Aniversário do Tatu"                                          | 2001 | Eliana                                                                 | Eliana                                                 |
| "Tic Tac do Amor"                                              | 2001 | Eliana                                                                 | Eliana                                                 |
| "Pra Ver Se Cola"                                              | 2001 | Eliana                                                                 | Eliana                                                 |
| "A Casa"                                                       | 2001 | Eliana                                                                 | Eliana                                                 |
| "Todo Dia é Dia de Natal"                                      | 2001 | Eliana                                                                 | Eliana                                                 |
| "O Carimbador Maluco"                                          | 2001 | Eliana                                                                 | Eliana                                                 |
| "Nego Forro"                                                   | 2001 | Rita Ribeiro                                                           | Comigo                                                 |
| "Bom Defeito"                                                  | 2002 | Mano Borges                                                            | Passagem Franca pra Caro Custou                        |
| "Pudera"                                                       | 2002 | Mano Borges                                                            | Passagem Franca pra Caro Custou                        |
| "Maranhão, Meu Tesouro, Meu Torrão"                            | 2002 | Mano Borges                                                            | Passagem Franca pra Caro Custou                        |
| "Estátua"                                                      | 2003 | Xuxa                                                                   | Xuxa só para Baixinhos 4                               |
| "Nadando com o Teddy"                                          | 2003 | Xuxa                                                                   | Xuxa só para Baixinhos 4                               |
| "Ele é o Txutxucão"                                            | 2003 | Xuxa                                                                   | Xuxa só para Baixinhos 4                               |
| "Shake com o Pé"                                               | 2003 | Xuxa                                                                   | Xuxa só para Baixinhos 4                               |
| "Hula-Hula da Xuxinha"                                         | 2003 | Xuxa                                                                   | Xuxa só para Baixinhos 4                               |
| "Linda Sereia"                                                 | 2003 | Xuxa                                                                   | Xuxa só para Baixinhos 4                               |
| "Aloha ʻOe"                                                    | 2003 | Xuxa                                                                   | Xuxa só para Baixinhos 4                               |
| "Samba Ponte Aérea"                                            | 2004 | Ivo Meirelles                                                          | Samba Soul                                             |
| "Samba na Ponta do Pé"                                         | 2004 | Ivo Meirelles                                                          | Samba Soul                                             |
| "Deixa Tudo Assim (Precious Little Thing)"                     | 2004 | Ivo Meirelles                                                          | Samba Soul                                             |
| "Swing Man (Tin Man)"                                          | 2004 | Ivo Meirelles                                                          | Samba Soul                                             |
| "Ninguém é Igual a Você"                                       | 2004 | Ivo Meirelles                                                          | Samba Soul                                             |
| "Entrincheirados Num Barraco"                                  | 2004 | Ivo Meirelles                                                          | Samba Soul                                             |
| "Com a Perna no Mundo"                                         | 2004 | Gonzaguinha & Martinho da Vila                                         | Presente                                               |
| "Subindo, Descendo, Pirando"                                   | 2004 | Xuxa                                                                   | Xuxa só para Baixinhos 5 - Circo                       |
| "Mexe, Mexe"                                                   | 2004 | Xuxa                                                                   | Xuxa só para Baixinhos 5 - Circo                       |
| "Um Lindo Arco-Íris"                                           | 2004 | Xuxa                                                                   | Xuxa só para Baixinhos 5 - Circo                       |
| "Choco Chocolate"                                              | 2010 | Xuxa                                                                   | Xuxa só para Baixinhos 10                              |
| "Peito, Estala, Bate"                                          | 2010 | Xuxa                                                                   | Xuxa só para Baixinhos 10                              |
| "A Dança do Pinguim"                                           | 2010 | Xuxa                                                                   | Xuxa só para Baixinhos 10                              |
| "O Txutxucão já Chegou"                                        | 2010 | Xuxa                                                                   | Xuxa só para Baixinhos 10                              |
| "Pizza"                                                        | 2010 | Xuxa                                                                   | Xuxa só para Baixinhos 10                              |
| "Pot-Pourri: Comer Comer / Pipoca / Quem Quer Pão"             | 2010 | Xuxa                                                                   | Xuxa só para Baixinhos 10                              |
| "Salada de Frutas"                                             | 2010 | Xuxa                                                                   | Xuxa só para Baixinhos 10                              |
| "Pot-Pourri: O Elefante Feliz / Serenata do Grilo / Croc Croc" | 2010 | Xuxa                                                                   | Xuxa só para Baixinhos 10                              |
| "Você Vai Gostar de Mim"                                       | 2010 | Xuxa                                                                   | Xuxa só para Baixinhos 10                              |
| "Sopa de Letrinhas"                                            | 2010 | Xuxa                                                                   | Xuxa só para Baixinhos 10                              |
| "Massinha"                                                     | 2010 | Xuxa                                                                   | Xuxa só para Baixinhos 10                              |
| "Careta de Limão"                                              | 2010 | Xuxa                                                                   | Xuxa só para Baixinhos 10                              |
| "A Lebre e a Tartaruga"                                        | 2010 | Xuxa                                                                   | Xuxa só para Baixinhos 10                              |
| "Hora de Sonhar"                                               | 2010 | Xuxa                                                                   | Xuxa só para Baixinhos 10                              |
| "Se a Fila Andar"                                              | 2014 | Toninho Geraes                                                         | Tudo Que Sou                                           |
| "Caixa de Pandora"                                             | 2014 | Toninho Geraes                                                         | Tudo Que Sou                                           |
| "Alma Boêmia"                                                  | 2014 | Toninho Geraes                                                         | Tudo Que Sou                                           |
| "Rainha Ginga"                                                 | 2014 | Toninho Geraes                                                         | Tudo Que Sou                                           |
| "Tudo Que Sou"                                                 | 2014 | Toninho Geraes                                                         | Tudo Que Sou                                           |
| "Herdeiro de Jubiabá"                                          | 2014 | Toninho Geraes                                                         | Tudo Que Sou                                           |
| "Nas Malhas do Destino"                                        | 2014 | Toninho Geraes                                                         | Tudo Que Sou                                           |
| "Obaxirê"                                                      | 2014 | Toninho Geraes                                                         | Tudo Que Sou                                           |
| "Caminhos"                                                     | 2014 | Toninho Geraes                                                         | Tudo Que Sou                                           |
| "O Que É Meu"                                                  | 2014 | Toninho Geraes                                                         | Tudo Que Sou                                           |
| "No Balaio da Quitanda"                                        | 2014 | Toninho Geraes                                                         | Tudo Que Sou                                           |
| "Fogão de Lenha / Cada Cabeça Seu Guia"                        | 2014 | Toninho Geraes                                                         | Tudo Que Sou                                           |
| "Giramundo"                                                    | 2014 | Toninho Geraes                                                         | Tudo Que Sou                                           |
| "Coração Levado"                                               | 2014 | Toninho Geraes                                                         | Tudo Que Sou                                           |
| "Fazê o Quê"                                                   | 2015 | Elba Ramalho                                                           | Do Meu Olhar pra Fora                                  |
| "We Were There"                                                | 2015 | Marcus Miller                                                          | Afrodeezia                                             |
| "Chega de Saudade"                                             | 2019 | HANNA                                                                  | O Amor É Bossa Nova: Homenagem a João Gilberto         |
| "Wave"                                                         | 2019 | HANNA                                                                  | O Amor É Bossa Nova: Homenagem a João Gilberto         |
| "Bahia com H"                                                  | 2019 | HANNA                                                                  | O Amor É Bossa Nova: Homenagem a João Gilberto         |

Notas
- Coro no álbum "Esquinas" de Djavan, de 1994.[33]
- Vocal de apoio no álbum "Oceano" de Sérgio Mendes, de 1996.[33]
- Vocal de apoio na coletânea "Edu Lobo Songbook", de 1996.[33]
- Vocal de apoio na coletânea "Antônio Carlos Jobim Songbook, Volume 4", de 1996.[33]
- Coro no álbum "Amigos" de Lisa Ono, de 2000.[33]